# Georg Schenk
Georg Schenk (* 25. Juni 1901 in Lechbruck; † 15. März 1992 in Burghausen) war ein deutscher Politiker (SPD). Er gehörte von 1947 bis 1953 als Vertreter der Gewerkschaften dem Bayerischen Senat an. Von 1948 bis 1966 war er 1. Bürgermeister der Stadt Burghausen.

## Werdegang
Schenk wuchs im Allgäu auf und verdiente sich bereits als Junge seinen Unterhalt in der Landwirtschaft. 1915 kam er nach Augsburg und nahm dort eine vierjährige Lehre zum Bauschlosser auf. Nebenher besuchte er die Fachschule und bildete sich in Abendkursen weiter. Nach der Gesellenprüfung blieb er zunächst in Augsburg. Im November 1920 siedelte er dann aber nach Burghausen um und nahm dort eine Tätigkeit als Schlosser in den Dr.-Alexander-Wacker-Werken auf. Schenk, der seit 1917 Mitglied des Deutschen Metallarbeiter-Verbandes war, wurde 1928 zum Vorsitzenden des Betriebsrates des Chemiewerkes gewählt. Nach der Machtergreifung der Nationalsozialisten wurde er entlassen. In den folgenden Jahren wurde er mehrmals in „Schutzhaft“ genommen und schließlich am 20. Dezember 1935 im KZ Dachau für 15 Monate interniert. Erst nach Kriegsende erfuhr er Rehabilitierung. 1945 trat er wieder in den Dienst der Wacker-Werke ein und wurde bei der ersten Wahl des Betriebsrates erneut zu dessen Vorsitzendem gewählt.

## Politische Laufbahn
Sieben Jahre nach seinem Eintritt in den Deutschen Metallarbeiter-Verband wurde Schenk 1924 Mitglied der SPD und kurz darauf auch Ortsvorsitzender des Reichsbanners Schwarz-Rot-Gold. Nach seiner Rehabilitierung wurde er bei den ersten Kommunalwahlen nach Ende des Zweiten Weltkriegs 1946 in den Burghauser Stadtrat, den Kreistag des Landkreises Altötting und zum 2. Bürgermeister der Stadt Burghausen gewählt. Zwei Jahre später rückte er an die Spitze der Stadtverwaltung und blieb bis 1966 1. Bürgermeister. Bei der Gründung des Bayerischen Senates wurde Schenk über seine Mitgliedschaft in der IG Chemie, Papier, Keramik als Vertreter der Gewerkschaften zum Senator ernannt. Der Kammer gehört er bis zum 31. Dezember 1953 an. Erst ab Beginn der 1970er Jahre zog er sich aus seinen öffentlichen Ämtern zurück. 1972 kandidierte er nach 26-jähriger Mitgliedschaft nicht mehr für ein Mandat im Burghauser Stadtrat, 1982 gab er schließlich auch sein Kreistagsmandat auf.

## Auszeichnungen
Für sein gesellschaftliches Engagement wurde Schenk 1972 mit dem Verdienstkreuz 1. Klasse ausgezeichnet. In seiner Heimatstadt Burghausen ist das Seniorenzentrum der Arbeiterwohlfahrt nach ihm benannt.
| Personendaten    | Personendaten             |
| ---------------- | ------------------------- |
| NAME             | Schenk, Georg             |
| KURZBESCHREIBUNG | deutscher Politiker (SPD) |
| GEBURTSDATUM     | 25. Juni 1901             |
| GEBURTSORT       | Lechbruck am See          |
| STERBEDATUM      | 15. März 1992             |
| STERBEORT        | Burghausen                |